# James Bonne
James Bonne (20 novembre 1977) è un ex calciatore seychellese, di ruolo centrocampista.

## Palmarès

### Club

#### Competizioni nazionali
- Seychelles FA Cup: 2

Saint-Michel United: 2006, 2007